# Oceano da Cruz
Oceano Andrade da Cruz, deportivamente conocido como Oceano (São Vicente, Cabo Verde, 29 de julio de 1962) es un exfutbolista y entrenador de Cabo Verde, aunque con nacionalidad portuguesa. Jugaba de centrocampista y desarrolló la mayor parte de su carrera en el Sporting de Lisboa y la Real Sociedad. Desde el año 2014 es asistente de Carlos Queiroz.

## Trayectoria

### Trayectoria como jugador
Oceano nació en 1962 en las islas de Cabo Verde, cuando estas eran todavía una provincia de ultramar portuguesa. Cuando era un niño, su familia emigró de las islas Cabo Verde a Portugal.
Empezó su carrera en el Almada Atlético Clube, antes de trasladarse al Clube Desportivo Nacional, donde fue descubierto por el Sporting Clube de Portugal con el que debutaría en la máxima categoría portuguesa. Fue jugador del Sporting Clube de Portugal desde 1982 a 1991 y en una segunda etapa desde 1994 a 1998.
De 1991 a 1994 jugó en la Real Sociedad, jugando en total 96 partidos de La Liga anotando 17 goles. Fue el jugador que marcó el último gol en el campo de fútbol de Atocha.
Tras dejar el Sporting Clube de Portugal, jugó una última temporada (1998-1999) en el Toulouse Football Club en Francia, retirándose a los 36 años de edad.

### Trayectoria como entrenador
Como técnico tiene experiencia en la Primera División de Portugal, cuando dirigió junto a José Domínguez al Uniao Leiria en la parte final de la temporada 2011/12.
En octubre de 2012 el Consejo de Administración del Sporting de Lisboa comunicó la destitución de Ricardo Sá Pinto como entrenador del primer plantel blanquiverde y lo nombró entrenador de manera provisional, hasta la fecha técnico del Filial de la entidad lisboeta.
Desde 2014 es asistente de Carlos Queiroz, primero en la selección de Irán y luego en la selección de Colombia.

## Selección nacional
Fue internacional con la Selección nacional de fútbol de Portugal en 54 ocasiones, marcando 8 goles.
Debutó el 30 de enero de 1985 en el Portugal 2-3 Rumanía. Jugó su último partido como internacional el 22 de abril de 1998 en el Portugal 0-3 Inglaterra.
Sin embargo sólo en la década de los noventa tuvo una presencia continuada en la selección, siendo un jugador clave en la Eurocopa de fútbol 1996, en la que Portugal alcanzó los cuartos de final.

## Clubes

### Clubes como jugador
| Club               | País     | Año       |
| ------------------ | -------- | --------- |
| Almada AC          | Portugal | 1978-1980 |
| CD Nacional        | Portugal | 1980-1982 |
| Sporting de Lisboa | Portugal | 1982-1991 |
| Real Sociedad      | España   | 1991-1994 |
| Sporting de Lisboa | Portugal | 1994-1998 |
| Toulouse           | Francia  | 1998-1999 |

### Clubes como asistente
| Club               | País     | Año         | Asistente De   |
| ------------------ | -------- | ----------- | -------------- |
| UD Leiria          | Portugal | 2011 - 2012 | José Domínguez |
| Selección Absoluta | Irán     | 2014 - 2019 | Carlos Queiroz |
| Selección Absoluta | Colombia | 2019 - 2020 | Carlos Queiroz |

### Clubes como entrenador
| Club               | País     | Año         |
| ------------------ | -------- | ----------- |
| Selección Sub-21   | Portugal | 2009 - 2010 |
| Sporting B         | Portugal | 2012        |
| Sporting de Lisboa | Portugal | 2012        |

## Estadísticas como entrenador
| Equipo                       | Desde             | Hasta              | Partidos | Partidos | Partidos | Partidos | Partidos    | Goles | Goles | Goles |
| Equipo                       | Desde             | Hasta              | PJ       | PG       | PE       | PP       | Rendimiento | GF    | GC    | DG    |
| ---------------------------- | ----------------- | ------------------ | -------- | -------- | -------- | -------- | ----------- | ----- | ----- | ----- |
| Selección de Portugal sub-21 | Agosto de 2009    | Septiembre de 2010 | 10       | 6        | 1        | 3        | 63.33%      | 15    | 9     | +6    |
| Sporting B                   | Agosto de 2012    | Octubre de 2012    | 9        | 7        | 1        | 1        | 81.48%      | 16    | 7     | +9    |
| Sporting de Lisboa           | Octubre de 2012   | Octubre de 2012    | 4        | 0        | 1        | 3        | 8.33%       | 2     | 8     | -6    |
| Consolidado Total            | Consolidado Total | Consolidado Total  | 23       | 13       | 3        | 7        | 60.87%      | 33    | 24    | +9    |

## Palmarés
| Título                | Club               | Año  |
| --------------------- | ------------------ | ---- |
| Copa de Portugal      | Sporting de Lisboa | 1995 |
| Supercopa de Portugal | Sporting de Lisboa | 1995 |